# Junshan Hu
Junshan Hu är en sjö i Kina. Den ligger i provinsen Jiangxi, i den sydöstra delen av landet, omkring 43 kilometer öster om provinshuvudstaden Nanchang. Junshan Hu ligger 14 meter över havet. Arean är 152 kvadratkilometer. Den sträcker sig 25,9 kilometer i nord-sydlig riktning, och 21,1 kilometer i öst-västlig riktning.
Genomsnittlig årsnederbörd är 2 373 millimeter. Den regnigaste månaden är juni, med i genomsnitt 357 mm nederbörd, och den torraste är oktober, med 36 mm nederbörd.